# エコー (小惑星)
エコー (60 Echo) は、小惑星帯に位置する小惑星の一つ。1860年9月14日にアメリカ合衆国の天文学者、ジェイムズ・ファーガソン (James Ferguson) により発見された。S型小惑星であり、比較的大きい。ギリシア神話のニンフの一人、エコーにちなみ命名された。